# Liste der Baudenkmale in Schönewörde
In der Liste der Baudenkmale in Schönewörde sind alle Baudenkmale der niedersächsischen Gemeinde Schönewörde aufgelistet. Die Quelle der Baudenkmale ist der Denkmalatlas Niedersachsen. Stand der Liste ist der 9. Januar 2023.

## Allgemein
In den Spalten befinden sich folgende Informationen:
- Lage: die Adresse des Baudenkmales und die geographischen Koordinaten. Kartenansicht, um Koordinaten zu setzen. In der Kartenansicht sind Baudenkmale ohne Koordinaten mit einem roten Marker dargestellt und können in der Karte gesetzt werden. Baudenkmale ohne Bild sind mit einem blauen Marker gekennzeichnet, Baudenkmale mit Bild mit einem grünen Marker.
- Bezeichnung: Bezeichnung des Baudenkmales
- Beschreibung: die Beschreibung des Baudenkmales. Unter § 3 Abs. 2 NDSchG werden Einzeldenkmale und unter § 3 Abs. 3 NDSchG Gruppen baulicher Anlagen und deren Bestandteile ausgewiesen.
- ID: die Objekt-ID des Baudenkmales
- Bild: ein Bild des Baudenkmales, ggf. zusätzlich mit einem Link zu weiteren Fotos des Baudenkmals im Medienarchiv Wikimedia Commons. Wenn man auf das Kamerasymbol klickt, können Fotos zu Baudenkmalen aus dieser Liste hochgeladen werden:

| Lage                                         | Bezeichnung               | Beschreibung | ID       | Bild |
| -------------------------------------------- | ------------------------- | --- | -------- | ---- |
| Lindenstraße 25 52° 37′ 55″ N, 10° 37′ 35″ O | Wohn-/ Wirtschaftsgebäude | Kleines eingeschossiges Vierständer–Hallenhaus mit ehemaliger Längseinfahrt unter Halbwalmdach. Tw. sind bauzeitliche Innenausstattungselemente z.B. Türen und originale Treppe erhalten. Jüngere Anbauten. Mit Baumbestand. | 33938552 | BW   |
| Im Winkel 1 52° 37′ 53″ N, 10° 37′ 52″ O     | Scheune                   | Traufständiger eingeschossiger Fachwerkbau unter Satteldach mit Aufschieblingen. Ein 1824 errichteter Gebäudeteil mit drei Querdurchfahrten, über dem mittleren gestalteten Holztor holzverschalte Giebelgaube mit Ladeluke unter Satteldach. Ostgiebel mit vertikaler Holzverschalung. Im Südwesten Verlängerung unter niedrigeren abgewalmten Dach mit Querdurchfahrt. | 33938576 | BW   |